# Omar Holguín Franco
Omar Holguín Franco es una político y abogado mexicano, miembro del partido Movimiento Regeneración Nacional (Morena). Fue senador por lista nacional del 1 de febrero al 31 de agosto de 2024.

## Biografía
Es licenciado en Derecho egresado de la Universidad Autónoma de Chihuahua (UACH). Miembro de Morena a partir de 2012, de ese año a 2018 fue integrante del comité estatal de Chihuahua, consejero nacional y presidente del consejo estatal. Durante el mismo periodo ejerció su profesión como asesor jurídico.
En 2018 fue nombrado secratario de Asuntos Interinstitucionales del Congreso del Estado de Chihuahua, permaneciendo en el cargo hasta 2019, y de 2019 a 2021 fue delegado de la Secretaría de Gobernación en Chihuahua. A partir de 2021 es secretario general de Morena en Chihuahua.
En 2018 fue postulado por Morena como candidato a Senador por lista nacional en el lugar núemero 16; no resultó elegido en ese momento, pero al solicitar licencia al senado Héctor Vasconcelos el 14 de diciembre de 2023 y al no ser senador propietario sino suplente, la curul fue declarada vacante. En consecuencia al ser el siguiente en la lista original Omar Holguín, fue llamado al cargo y lo asumió el 1 de febrero de 2024 para el periodo que culmina el 31 de agosto del mismo año, en la LXV Legislatura.